# Owen Sheers
Owen Sheers, né le 20 septembre 1974  à Suva (Fidji), est un écrivain gallois.

## Biographie
Il obtient le Prix Somerset-Maugham en 2006 pour Skirrid Hill.

## Œuvres traduites en français
- The Blue Book, poésie, 2002
- The Dust Diaries: Seeking the African Legacy of Arthur Cripps, 2004

Livre gallois de l’année, 2005
- Resistance, roman

traduit en français sous le titre Résistance par Bernard Hœpffner, Paris, Éditions Payot & Rivages, 2008, 411 p.  (ISBN 978-2-7436-1930-5)
- Skirrid Hill, poésie, 2006

Prix Somerset-Maugham 2006
- Safari, nouvelles, 2007
- White Ravens, novella, 2010[1]
- The Gospel of Us, roman, 2012
- The Two Worlds of Charlie F., théâtre, 2012

Amnesty International Freedom of Expression Award 2012
- Calon: A Journey to the Heart of Welsh Rugby, 2013[2]
- Pink mist, drame en vers, 2013
- I Saw a Man, roman, 2015[3]

traduit en français sous le titre J’ai vu un homme par Mathilde Bach, Paris, Éditions Payot & Rivages, coll. « Littérature étrangère », 2015, 350 p.  (ISBN 978-2-7436-1930-5)